# Dodoma
Dodoma (tradus: „s-a scufundat”) este capitala Tanzaniei și a regiunii Dodoma. Dodoma este al treilea oraș ca mărime din țară. În 1995 capitala a fost mutată de la Dar es Salaam la Dodoma (planuri în acest sens existau din 1973).

## Geografie
Dodoma se situează la 486 de km la vest de fosta capitală Dar es Salaam și 441 de km la sud de Arusha. Orașul acoperă o suprafață de 2.669 de km², din care 625 de km² sunt urbanizați.

## Demografie
Bărbații reprezintă 157.469 (48.5 %) din populația orașului, iar femeile 166.878 (51.5 %). 19,2% din populație este de religie romano-catolică. 
În oraș sunt 74.914 de gospodării, având în medie 4,3 oameni.

## Educație
Este planificată construcția unei universități, atrăgând astfel investitori precum Microsoft.